# Chef de l'état-major particulier du président de la République
Le chef de l'état-major particulier du président de la République (CEMP) est un officier général français. Deuxième militaire le plus gradé de l'armée française après le chef d'état-major des armées, il est le principal collaborateur militaire du chef de l'État et assure la permanence opérationnelle des forces nucléaires. Depuis le 1er mai 2023, le chef de l'état-major est le général d'armée aérienne Fabien Mandon. À compter du 1er septembre 2025, il s'agira du général Vincent Giraud.

## Historique

### Genèse de la fonction
La maison militaire du président de la République est formée par le président Mac Mahon mais n'est institutionnalisée qu'en 1880. Ce groupe d'officiers est chargé de conseiller le président dans les affaires touchant à l'armée, qui sont, sous la IIIe République, surtout des questions de cérémonie. Son chef est également secrétaire général militaire de la présidence, titre qui perdure jusqu'à la IVe République. Charles de Gaulle lui donne sa forme actuelle au début de la Ve République, et en fait l'état-major particulier du président de la République française.
Trois récents occupants de ce poste (les généraux d'armée Henri Bentégeat et Jean-Louis Georgelin, l'amiral Édouard Guillaud), ainsi que quelques autres auparavant (les généraux d'armée Guy Méry et Claude Vanbremeersch, le général d'armée aérienne Jean Saulnier, l'amiral Jacques Lanxade), ont été par la suite nommés chef d'état-major des armées. En parallèle, trois anciens chefs d'état-major particulier, les généraux d'armée Gilbert Forray, Jean-Louis Georgelin et Benoît Puga, sont ensuite devenus Grands chanceliers de la Légion d'honneur.

### Intitulé de la fonction
- 1892-1906 : chef de la maison militaire du président de la République et secrétaire général de la présidence ;
- 1913-1920 : secrétaire général militaire de la présidence et chef de la maison militaire du président de la République ;
- 1920-1931 : chef de la maison militaire de la présidence ;
- 1931-1940 : secrétaire général militaire et chef de la maison militaire de la présidence.
- Depuis 1958 : chef de l'état-major particulier du président de la République.

## Responsabilités et autorités
Sous la Ve République, le chef de l'état-major particulier est un officier général ayant rang et appellation de général d'armée, de général d'armée aérienne ou d'amiral. L'état-major particulier du président de la République française qu'il dirige est composé d'officiers supérieurs ou généraux de chaque armée (terre, air, mer) et des services interarmées (Service du commissariat des armées et Service de santé des armées). Les aides de camp du président lui sont en outre rattachés.
Membre du cabinet du président, le chef de l'état-major particulier accompagne le chef de l'État dans tous ses déplacements et l'assiste et le conseille dans son rôle de « chef des armées » institué par l'article 15 de la constitution de la Ve République. Il assure notamment la permanence opérationnelle des forces nucléaires (transmission de l'ordre de tir via le poste de commandement Jupiter enfoui sous le palais de l'Élysée), prépare les conseils de défense et assure la liaison avec le ministère des Armées et l'état-major des armées.

## Liste

### Chefs de la maison militaire du président de la République (IIIeRépublique)
| Arme                | Portrait    | Grade au moment de la prise de fonction | Chef d'état-major         | Date de nomination ou d'entrée en fonction | Date de nomination ou d'entrée en fonction | Durée | Président de la République |
| ------------------- | ----------- | --------------------------------------- | ------------------------- | ------------------------------------------ | ------------------------------------------ | ----- | -------------------------- |
|                     |             | général de division                     | François Pittié           | 1879                                       |                                            |       | Jules Grévy                |
|                     |             | général de brigade                      | Joseph Brugère            | 1886                                       |                                            |       | Sadi Carnot                |
|                     |             | général de brigade                      | Léon Borius               | 18 juin 1892                               | [ JO 2 ]                                   |       | Sadi Carnot                |
|                     |             | général de brigade                      | Ulysse Berruyer (d)       | 7 juillet 1894                             | [ JO 3 ]                                   |       | Jean Casimir-Perier        |
|                     |             | général de brigade                      | Charles Tournier          | 24 janvier 1895                            | [ JO 4 ]                                   |       | Félix Faure                |
|                     |             | général de brigade                      | Alexis Hagron             | 29 mai 1897                                | [ JO 5 ]                                   |       | Félix Faure                |
|                     |             | général de brigade                      | Maurice Bailloud          | 4 octobre 1898                             | [ JO 6 ]                                   |       | Émile Loubet               |
|                     |             | général de brigade                      | Émile Dubois              | 22 juillet 1900                            | [ JO 7 ]                                   |       | Émile Loubet               |
|                     |             | colonel                                 | Charles Ebener (d)        | 1906                                       |                                            |       | Émile Loubet               |
|                     |             | capitaine de vaisseau                   | Alexandre Laugier         | 1908                                       |                                            |       | Armand Fallières           |
|                     |             | capitaine de vaisseau                   | Marcel Grandclément       | 1911                                       |                                            |       | Armand Fallières           |
|                     |             | général de division                     | Antoine Beaudemoulin      | 18 février 1913                            | [ JO 8 ]                                   |       | Armand Fallières           |
|                     |             | général de division                     | Jean-Baptiste Pénelon (d) | 29 décembre 1918                           | [ JO 1 ]                                   |       | Raymond Poincaré           |
|                     |             | général de brigade                      | Henri Lasson              | 29 septembre 1920                          | [ JO 9 ]                                   |       | Alexandre Millerand        |
|                     |             | général de division                     | Charles Braconnier (d)    | 14 juin 1931                               | [ JO 10 ]                                  |       | Paul Doumer                |
| général de division | 12 mai 1932 | [ JO 11 ]                               | Charles Braconnier (d)    |                                            | Albert Lebrun                              |       |                            |

### Chefs de l'état-major particulier du Président de la République (VeRépublique)
| Arme   | Portrait              | Grade au moment de la prise de fonction | Chef d'état-major       | Date de nomination ou d'entrée en fonction | Date de nomination ou d'entrée en fonction | Durée            | Président de la République |
| ------ | --------------------- | --------------------------------------- | ----------------------- | ------------------------------------------ | ------------------------------------------ | ---------------- | -------------------------- |
| Terre  |                       | général de division                     | Henri Grout de Beaufort | 8 janvier 1959                             | [ JO 12 ]                                  | 1 an, 118 jours  | Charles de Gaulle          |
| Terre  |                       | général de corps d'armée                | Jean Olié               | 6 mai 1960                                 | [ JO 13 ]                                  | 291 jours        | Charles de Gaulle          |
| Terre  |                       | général de corps d'armée                | Louis Dodelier          | 21 février 1961                            | [ JO 14 ]                                  | 1 an, 287 jours  | Charles de Gaulle          |
| Air    |                       | général de brigade aérienne             | Gabriel Gauthier        | 5 décembre 1962                            | [ JO 15 ]                                  | 1 an, 159 jours  | Charles de Gaulle          |
| Marine |                       | vice-amiral                             | Jean Philippon          | 13 mai 1964                                | [ JO 16 ]                                  | 3 ans, 52 jours  | Charles de Gaulle          |
| Terre  |                       | général de division                     | André Lalande           | 5 juillet 1967                             | [ JO 17 ]                                  | 1 an, 349 jours  | Charles de Gaulle          |
| Terre  |                       | général de division                     | Jean Deguil (d)         | 20 juin 1969                               | [ JO 18 ]                                  | 2 ans, 37 jours  | Georges Pompidou           |
| Terre  |                       | général de corps d'armée                | Michel Thénoz           | 28 juillet 1971                            | [ JO 19 ]                                  | 2 ans, 337 jours | Georges Pompidou           |
| Terre  |                       | général de division                     | Guy Méry                | 1er juillet 1974                           | [ JO 20 ]                                  | 357 jours        | Valéry Giscard d'Estaing   |
| Terre  |                       | général de division                     | Claude Vanbremeersch    | 24 juin 1975                               | [ JO 21 ]                                  | 4 ans, 1 jour    | Valéry Giscard d'Estaing   |
| Terre  |                       | général de corps d'armée                | Bertrand de Montaudoüin | 26 juin 1979                               | [ JO 22 ]                                  | 1 an, 328 jours  | Valéry Giscard d'Estaing   |
| Air    |                       | général de corps aérien                 | Jean Saulnier           | 21 mai 1981                                | [ JO 23 ]                                  | 4 ans, 7 jours   | François Mitterrand        |
| Terre  |                       | général d'armée                         | Gilbert Forray          | 28 mai 1985                                | [ JO 24 ]                                  | 2 ans, 63 jours  | François Mitterrand        |
| Air    |                       | général de corps aérien                 | Jean Fleury             | 31 juillet 1987                            | [ JO 25 ]                                  | 1 an, 259 jours  | François Mitterrand        |
| Marine |                       | vice-amiral                             | Jacques Lanxade         | 17 avril 1989                              | [ JO 26 ]                                  | 2 ans, 6 jours   | François Mitterrand        |
| Terre  |                       | général de division                     | Christian Quesnot       | 24 avril 1991                              | [ JO 27 ]                                  | 4 ans, 23 jours  | François Mitterrand        |
| Terre  | général d'armée       | 18 mai 1995                             | Christian Quesnot       | [ JO 28 ]                                  | 112 jours                                  | Jacques Chirac   |                            |
| Marine |                       | vice-amiral                             | Jean-Luc Delaunay       | 8 septembre 1995                           | [ JO 29 ]                                  | Jacques Chirac   | 3 ans, 230 jours           |
| Terre  |                       | général de division                     | Henri Bentégeat         | 30 avril 1999                              | [ JO 30 ]                                  | Jacques Chirac   | 3 ans, 168 jours           |
| Terre  |                       | général de corps d'armée                | Jean-Louis Georgelin    | 25 octobre 2002                            | [ JO 31 ]                                  | Jacques Chirac   | 3 ans, 343 jours           |
| Marine |                       | vice-amiral                             | Édouard Guillaud        | 4 octobre 2006                             | [ JO 32 ]                                  | Jacques Chirac   | 3 ans, 150 jours           |
| Marine | vice-amiral d'escadre | 16 mai 2007                             | Édouard Guillaud        | [ JO 33 ]                                  | Nicolas Sarkozy                            |                  | 3 ans, 150 jours           |
| Marine | amiral                | 19 mars 2008                            | Édouard Guillaud        | [ JO 34 ]                                  | Nicolas Sarkozy                            |                  | 3 ans, 150 jours           |
| Terre  |                       | général de corps d'armée                | Benoît Puga             | 5 mars 2010                                | Nicolas Sarkozy                            | [ JO 35 ]        | 6 ans, 123 jours           |
| Terre  | général d'armée       | 15 mai 2012                             | Benoît Puga             | [ JO 36 ]                                  | François Hollande                          |                  | 6 ans, 123 jours           |
| Marine |                       | amiral                                  | Bernard Rogel           | 13 juillet 2016                            | François Hollande                          | [ JO 37 ]        | 3 ans, 356 jours           |
| Marine | 14 mai 2017           | amiral                                  | Bernard Rogel           | [ JO 38 ]                                  | Emmanuel Macron                            |                  | 3 ans, 356 jours           |
| Marine |                       | amiral                                  | Jean-Philippe Rolland   | 1er août 2020                              | Emmanuel Macron                            | [ JO 39 ]        | 2 ans, 272 jours           |
| Air    |                       | Général d'armée aérienne                | Fabien Mandon           | 1er mai 2023                               | Emmanuel Macron                            | [ JO 40 ]        | 2 ans, 122 jours           |
| Terre  |                       | Général d'armée                         | Vincent Giraud          | 1er septembre 2025                         |                                            |                  |                            |